# 哀牢山复叶耳蕨
哀牢山复叶耳蕨（学名：Arachniodes ailaoshanensis）也称景东复叶耳蕨，为鳞毛蕨科复叶耳蕨属下的一个种。生长在常绿阔叶林下；海拔2400m。产于云南西南部 (景东哀牢山)。